# Hubert Berger
Hubert Berger (* 6. Oktober 1889 in Furth, Gemeinde Olpe im Bergischen Land, (heute zu Kürten, Rheinisch-Bergischer Kreis, gehörig); † 30. November 1948 in Grevenbroich) war ein deutscher römisch-katholischer Priester und Opfer des Nationalsozialismus.
Berger studierte katholische Theologie in Bonn und Freiburg im Breisgau, wo er 1911 in die Studentenverbindung Hercynia Freiburg eintrat. 1915 empfing er in Köln die Priesterweihe. Nach Kaplanstellen in Rheydt und Aachen trat er 1931 eine Pfarrstelle in Otzenrath an. Am 22. September 1941 wurde Berger dort von der Gestapo wegen Kanzelmissbrauchs verhaftet und in Düsseldorf inhaftiert. Ab dem 16. Dezember war er, ohne Urteil, im Pfarrerblock des KZ Dachau interniert, bis das Lager von amerikanischen Truppen am 4. April 1945 befreit wurde. Die Haftbedingungen hatten Bergers Gesundheit zerrüttet. Er starb am 30. November 1948 in Grevenbroich.
Die katholische Kirche hat Hubert Berger im Jahr 1999 als Glaubenszeugen in das deutsche Martyrologium des 20. Jahrhunderts aufgenommen.